# Список эпизодов телесериала «Чёрное зеркало»
«Чёрное зеркало» — британский телесериал, созданный Чарли Брукером. По поводу содержимого и структуры программы Брукер отметил: «В каждом эпизоде разный актёрский состав, разные места действий и даже разные реальности. Но все они рассказывают о нашем нынешнем образе жизни; и об образе жизни, который мы можем начать вести через 10 минут, если будем по-прежнему беспечны».
По состоянию на 10 апреля 2025 года, было выпущено 32 эпизода «Чёрного зеркала», а также специальный (рождественский) выпуск и один интерактивный фильм.

## Обзор сезонов
| Сезон               | Серии               | Серии               | Даты показа     | Даты показа     | Даты показа |
| Сезон               | Серии               | Серии               | Первая серия    | Последняя серия | Канал       |
| ------------------- | ------------------- | ------------------- | --------------- | --------------- | ----------- |
| 1                   | 3                   | 3                   | 4 декабря 2011  | 18 декабря 2011 | Channel 4   |
| 2                   | 3                   | 3                   | 11 февраля 2013 | 25 февраля 2013 | Channel 4   |
| Спецвыпуск          | Спецвыпуск          | Спецвыпуск          | 16 декабря 2014 | 16 декабря 2014 | Channel 4   |
| 3                   | 6                   | 6                   | 21 октября 2016 | 21 октября 2016 | Netflix     |
| 4                   | 6                   | 6                   | 29 декабря 2017 | 29 декабря 2017 | Netflix     |
| Интерактивный фильм | Интерактивный фильм | Интерактивный фильм | 28 декабря 2018 | 28 декабря 2018 | Netflix     |
| 5                   | 3                   | 3                   | 5 июня 2019     | 5 июня 2019     | Netflix     |
| 6                   | 5                   | 5                   | 15 июня 2023    | 15 июня 2023    | Netflix     |
| 7                   | 6                   | 6                   | 10 апреля 2025  | 10 апреля 2025  | Netflix     |

## Серии

### Сезон 1 (2011)
| № общий | № в сезоне | Название                                               | Режиссёр      | Автор сценария           | Дата премьеры   | Зрители в Великобритании (млн) |
| --- | ---------- | ------------------------------------------------------ | ------------- | ------------------------ | --------------- | ------------------------------ |
| 1 | 1          | «Национальный гимн» «The National Anthem»              | Отто Батхёрст | Чарли Брукер             | 4 декабря 2011  | 2,07                           |
| Чтобы вернуть похищенного члена британской Королевской Семьи, Премьер-министр должен в прямом эфире телевидения совокупиться со свиньёй. В ролях: Рори Киннир и Линдси Дункан. |            |                                                        |               |                          |                 |                                |
| 2 | 2          | «15 миллионов заслуг» «Fifteen Million Merits»         | Эйрос Лин     | Чарли Брукер и Ханак Хак | 11 декабря 2011 | 1,52                           |
| Апогей общества потребления: полукастовый человейник, где всю энергетику обеспечивают физические упражнения людей, поданные как часть индустрии развлечения. Экранный шоу-контент заполняет всё внимание человечества. Одна талантливая девушка мечтает попасть в телешоу, а главный герой ставит целью своей жизни ей в этом помочь. В ролях: Дэниел Калуя, Джессика Браун Финдлей и Руперт Эверетт. |            |                                                        |               |                          |                 |                                |
| 3 | 3          | «История всей твоей жизни» «The Entire History of You» | Брайан Уэлш   | Джесси Армстронг         | 18 декабря 2011 | 0,87                           |
| Муж подозревает, что жена ему изменяет, и он планирует это доказать с помощью информации с импланта жены, записывающего всё, что видит и слышит человек. В ролях: Тоби Кеббелл и Джоди Уиттакер. |            |                                                        |               |                          |                 |                                |

### Сезон 2 (2013)
| № общий | № в сезоне | Название                          | Режиссёр      | Автор сценария | Дата премьеры   | Зрители в Великобритании (млн) |
| --- | ---------- | --------------------------------- | ------------- | -------------- | --------------- | ------------------------------ |
| 4 | 1          | «Я скоро вернусь» «Be Right Back» | Оуэн Харрис   | Чарли Брукер   | 11 февраля 2013 | 2,01                           |
| Эш живёт со своей подругой Мартой, проводя много времени в социальных сетях, — пока однажды не погибает в дорожно-транспортном происшествии. Через несколько дней Марта узнаёт, что она беременна и решается использовать новую технологию, способную имитировать личность Эша: сперва сообщениями, а потом и голосом по телефону, — основываясь на данных из его профилей в социальных сетях и других аудиовизуальных материалах. Этот облачный сервис помогает ей преодолеть её отчаяние от потери. Внезапно Марта узнаёт об экспериментальном дополнении к сервису. В ролях: Хейли Этвелл и Донал Глисон, а также Клэр Килан, Шинейд Мэттьюс, Флора Николсон, Гленн Ханнинг, Тим Делап и Индира Айнджер. |            |                                   |               |                |                 |                                |
| 5 | 2          | «Белый медведь» «White Bear»      | Карл Тиббеттс | Чарли Брукер   | 18 февраля 2013 | 1,69                           |
| Женщина просыпается в состоянии полнейшей амнезии и оказывается среди следящих за нею многочисленных зевак-наблюдателей, молча записывающих каждый её шаг на свои мобильные телефоны, но держащих дистанцию и ничем не помогающих ей. Единственное, что она помнит: «белый медведь» — это что-то очень плохое. В ролях: Ленора Кричлоу и Майкл Смайли, а также Таппенс Мидлтон, Иэн Бонар, Ник Офилд, Расселл Барнетт и Имани Джекман. |            |                                   |               |                |                 |                                |
| 6 | 3          | «Момент Валдо» «The Waldo Moment» | Брин Хиггинс  | Чарли Брукер   | 25 февраля 2013 | 1,28                           |
| Комик, с помощью компьютерной технологии «оживляющий» мультяшного медведя Уолдо в режиме реального времени, жёстко высмеивает местных политиков, но внезапно его игрушечный персонаж оказывается втянутым в предстоящие выборы. В нужный момент не может остановиться ни сам комик, ни, тем более, его окружение. В ролях: Дэниел Ригби, Хлоя Пирри и Джейсон Флеминг. |            |                                   |               |                |                 |                                |

### Специальный выпуск (2014)
| № | Название                            | Режиссёр      | Автор сценария | Дата премьеры   | Зрители в Великобритании (млн) |
| --- | ----------------------------------- | ------------- | -------------- | --------------- | ------------------------------ |
| 7 | «Белое Рождество» «White Christmas» | Карл Тиббеттс | Чарли Брукер   | 16 декабря 2014 | 1,66                           |
| В Рождество, в небольшом домике на заснеженной местности, двое мужчин обсуждают, как и почему они сюда попали, — притом, что за 5 лет совместной работы у них никогда не было ни единой «точки соприкосновения». В ролях: Джон Хэмм, Рейф Сполл, Уна Чаплин и Наталия Тена. |                                     |               |                |                 |                                |

### Сезон 3 (2016)
| № общий | № в сезоне | Название                                | Режиссёр        | Автор сценария                                             | Дата премьеры   |
| --- | ---------- | --------------------------------------- | --------------- | ---------------------------------------------------------- | --------------- |
| 8 | 1          | «Нырок» «Nosedive»                      | Джо Райт        | Сюжет: Чарли Брукер Телесценарий: Рашида Джонс и Майкл Шур | 21 октября 2016 |
| В обществе, где личностный социальный рейтинг, присваиваемый на основе оценки всех окружающих, с кем персона входит в контакт, сильно влияет на жизнь, — женщина намеревается улучшить свой рейтинг (чтобы позволить себе лучшую квартиру), выступив с очаровательной свадебной речью на свадьбе своей лучшей подруги. В ролях: Брайс Даллас Ховард, Элис Ив, Черри Джонс и Джеймс Нортон.                                                             |            |                                         |                 |                                                            |                 |
| 9 | 2          | «Игровой тест» «Playtest»               | Дэн Трахтенберг | Чарли Брукер                                               | 21 октября 2016 |
| Американцу, застрявшему в Англии из-за нехватки денег, предлагают заработать, поучаствовав в плей-тесте самообучающейся видеоигры дополненной реальности. Речь идёт о жанре хоррор. А изюминка в том, что теперь гейм-дизайнерам не нужно изобретать «скримеры» - чип на голове игрока пропускает через нейросети его же глубинные страхи и преподносит их в пространстве игры. В ролях: Уайатт Рассел, Ханна Джон-Кеймен, Вунми Мосаку и Кен Ямамура. |            |                                         |                 |                                                            |                 |
| 10 | 3          | «Заткнись и танцуй» «Shut Up and Dance» | Джеймс Уоткинс  | Чарли Брукер и Уильям Бриджес                              | 21 октября 2016 |
| Месседж: уверены ли вы, что камера вашего ноута или смартфона не снимает вас в самый неподходящий момент? Молодой человек шантажируется неизвестными хакерами, которые требуют выполнения ряда заданий, — иначе компрометирующие его кадры будут разосланы по всем контактам в его контакт-листе. По мере развития истории он понимает, что он не единственный, кого шантажируют злоумышленники. В ролях: Алекс Лоутер и Джером Флинн.                 |            |                                         |                 |                                                            |                 |
| 11 | 4          | «Сан-Джуниперо» «San Junipero»          | Оуэн Харрис     | Чарли Брукер                                               | 21 октября 2016 |
| Отныне сознание людей способно храниться в облачном виртуальном пространстве. В цифровом городишке, где можно менять эпохи по своему вкусу, общаются две барышни: Келли и Йорки. В реальном мире их судьбы разны, но шанс обрести счастье и друг друга у них остался только в Сан-Джуниперо. В ролях: Гугу Мбата-Роу и Маккензи Дэвис |            |                                         |                 |                                                            |                 |
| 12 | 5          | «Люди против огня» «Men Against Fire»   | Якоб Вербрюгген | Чарли Брукер                                               | 21 октября 2016 |
| Солдаты весьма результативно убивают мутантных «тараканов», чтобы защитить остальную часть общества, чему способствуют тактические импланты дополненной реальности. В ролях: Малаки Кирби, Мадлен Брюэр, Ариана Лабед, Сара Снук и Майкл Келли |            |                                         |                 |                                                            |                 |
| 13 | 6          | «Враг народа» «Hated in the Nation»     | Джеймс Хоус     | Чарли Брукер                                               | 21 октября 2016 |
| Серия убийств связана с автономными насекомыми-дронами, разработанными на замену внезапно вымершим пчёлам, и одновременно с хэйтерскими голосованиями по хештегам в социальных сетях. В ролях: Келли Макдональд, Фэй Марсей и Бенедикт Вонг |            |                                         |                 |                                                            |                 |

### Сезон 4 (2017)
| № общий | № в сезоне | Название                        | Режиссёр       | Автор сценария                | Дата премьеры   |
| --- | ---------- | ------------------------------- | -------------- | ----------------------------- | --------------- |
| 14 | 1          | «USS Каллистер» «USS Callister» | Тоби Хейнс     | Чарли Брукер и Уильям Бриджес | 29 декабря 2017 |
| Оммаж космическим эпопеям (прежде всего СтарТрэку). На межзвёздном крейсере экипаж с энтузиазмом восхваляет своего всезнающего и бесстрашного капитана. А в реальном мире он ревнивый начальник-кидалт, использующий отсканированные ДНК коллег для имитации их клонов в игровой симуляции. Но вот, в их гейм-департаменте появляется новый человек — героиня серии Нанетт... В главных ролях: Джесси Племонс, Кристин Милиоти, Джимми Симпсон, Микаэла Коэл и Билли Магнуссен. |            |                                 |                |                               |                 |
| 15 | 2          | «Аркангел» «Arkangel»           | Джоди Фостер   | Чарли Брукер                  | 29 декабря 2017 |
| Едва не потерявшая трёхлетнюю дочку мать соглашается на участие в новейшей высокотехнологичной системе, которая позволяет ей следить за своим ребёнком и всесторонне ограждать его от жизненного негатива. В частностях система великолепна и безупречна. В главных ролях: Розмари ДеУитт, Бренна Хардинг и Оуэн Тиг. |            |                                 |                |                               |                 |
| 16 | 3          | «Крокодил» «Crocodile»          | Джон Хиллкоут  | Чарли Брукер                  | 29 декабря 2017 |
| Прошлое главной героини настигает её в виде страхового агента, который расспрашивает окружающих людей с помощью специальной машины памяти. В главных ролях: Андреа Райсборо, Киран Соня Савар, Эндрю Гауэр, Энтони Уэлш и Клэр Рашбрук. |            |                                 |                |                               |                 |
| 17 | 4          | «Повесь диджея» «Hang the DJ»   | Тим Ван Паттен | Чарли Брукер                  | 29 декабря 2017 |
| Электронный амурный советник находит и соединяет людей на определённый срок, чтоб получить доступ к их реакции друг на друга и найти каждому его половинку. В главных ролях: Джорджина Кэмпбелл и Джо Коул. |            |                                 |                |                               |                 |
| 18 | 5          | «Металлист» «Metalhead»         | Дэвид Слейд    | Чарли Брукер                  | 29 декабря 2017 |
| Женщина борется за выживание в постапокалиптическом мире, населённом роботами-псами. В главной роли: Максин Пик. |            |                                 |                |                               |                 |
| 19 | 6          | «Чёрный музей» «Black Museum»   | Колм Маккарти  | Чарли Брукер                  | 29 декабря 2017 |
| Девушка попадает в музей, владелец которого начинает рассказывать ей истории, связанные с находящимися там артефактами. Владелец — безжалостный, пронырливый деляга на стыке медицины, психологии, нейрохирургии и цифровых технологий, без стыда и совести: так будет ли удостоен жалости он сам? Серия содержит многочисленные отсылки к предыдущим эпизодам сериала. В главных ролях: Дуглас Ходж и Летиша Райт.                                                             |            |                                 |                |                               |                 |

### Интерактивный фильм (2018)
| Название | Режиссёр    | Автор сценария | Дата премьеры   |
| --- | ----------- | -------------- | --------------- |
| «Брандашмыг» «Bandersnatch» | Дэвид Слейд | Чарли Брукер   | 28 декабря 2018 |
| Молодой программист Стефан работает над созданием интерактивной игры «Брандашмыг». Для получения средств на доработку игры Стефан приходит в крупную корпорацию. И получает добро на доработку «Бандерснетча». Стефан приступает к работе, и постепенно понимает, что оказался в петле времени и нужно выбираться в реальность… В главных ролях: Финн Уайтхед, Уилл Поултер, Крейг Паркинсон, Элис Лоу и Азим Чаудхри. |             |                |                 |

### Сезон 5 (2019)
| № общий | № в сезоне | Название                                                | Режиссёр      | Автор сценария | Дата премьеры |
| --- | ---------- | ------------------------------------------------------- | ------------- | -------------- | ------------- |
| 20 | 1          | «Бросок гадюки» «Striking Vipers»                       | Оуэн Харрис   | Чарли Брукер   | 5 июня 2019   |
| На свой день рождения Дэнни получает в подарок последнюю версию игры «Бросок гадюки» и прибор для погружения в виртуальную реальность. Теперь у парня дилемма: какой мир выбрать — виртуальный или реальный. В главных ролях: Энтони Маки, Яхья Абдул-Матин II, Николь Бехари, Пом Клементьефф и Луди Лин. |            |                                                         |               |                |               |
| 21 | 2          | «Осколки» «Smithereens»                                 | Джеймс Хоус   | Чарли Брукер   | 5 июня 2019   |
| Потерявший в автомобильной аварии невесту Кристофер Гилхэйни работает таксистом и упорно принимает заказы только у главного здания компании-разработчика популярной социальной сети «Осколки», надеясь однажды посадить в свою машину её сотрудника. Когда, наконец, такой случай представляется, Кристофер берёт его в заложники и требует в обмен на его жизнь разговор с Билли Бауэром — основателем компании. В главных ролях: Эндрю Скотт, Демсон Идрис и Тофер Грейс. |            |                                                         |               |                |               |
| 22 | 3          | «Рейчел, Джек и Эшли Два» «Rachel, Jack and Ashley Too» | Анне Севитски | Чарли Брукер   | 5 июня 2019   |
| Эшли — юная певица на пике популярности. Продюсеры решают выпустить Куклу-робота «Эшли-Два», которая может стать подругой для поклонниц. Куклы разлетаются как горячие пирожки. Но что-то пошло не так из-за того, что в электронном мозгу кукол заперта настоящая личность Эшли. В главных ролях: Майли Сайрус, Энгаури Райс и Мэдисон Дэвенпорт. |            |                                                         |               |                |               |

### Сезон 6 (2023)
| № общий | № в сезоне | Название                        | Режиссёр     | Автор сценария             | Дата премьеры |
| --- | ---------- | ------------------------------- | ------------ | -------------------------- | ------------- |
| 23 | 1          | «Ужасная Джоан» «Joan Is Awful» | Элли Панкью  | Чарли Брукер               | 15 июня 2023  |
| Джоан работает в крупной фирме, у неё есть любящий молодой человек, а ещё бывший, к которому она в тайне все ещё питает чувства. Однажды Джоан видит на стриминговой платформе сериал, снятый по мотивам её жизни. Все события, происходящие с ней, в тот же день переносятся на экран с помощью систем слежения и CGI. Все коллеги, друзья и родные видят Джоан с неприглядной стороны. У женщины начинаются проблемы, её бросает молодой человек, увольняют с работы. Юрист сообщает Джоан, что она сама согласилась на это, поставив галочку в пользовательском соглашении. Джоан и актриса Сальма Хайек, чьё лицо использовали для создания сериала, объединяют усилия, чтобы остановить проект. В офисе проекта они узнают, что живут не в реальности, а на первом уровне сериала-симуляции. Джоан-симуляция, как и Джоан-оригинал разрушает квантовый компьютер, тем самым уничтожая симуляции. В главных ролях: Энни Мерфи, Сальма Хайек, Майкл Сера, Химеш Патель,Роб Делани и Бен Барнс. |            |                                 |              |                            |               |
| 24 | 2          | «Лох-Генри» «Loch Henry»        | Сэм Миллер   | Чарли Брукер               | 15 июня 2023  |
| Молодой парень Дэвис со своей девушкой Пией приезжают в дом к матери Дэвиса в Шотландию. От местных Пия узнаёт, что в этой местности 20 лет назад орудовал серийный убийца Иэн. При задержании он ранил отца Дэвиса, который был полицейским, отчего тот впоследствии скончался. Ребята решают снять об этом документальный фильм. В процессе сбора материала Пия случайно обнаруживает видеозаписи убийств, на которых видно, что главными организаторами были отец и мать Дэвиса. Пия в ужасе убегает от матери Дэвиса, но неудачно падает и тонет в реке. Мать Дэвиса, поняв, что её разоблачили, кончает жизнь самоубийством. В финале Дэвис с отсутствующим видом принимает поздравления в связи с успехом документального фильма. В главных ролях: Миха’ла Херрольд, Самуэль Блинкин, Дэниел Портман, Джон Ханна и Моника Долан. |            |                                 |              |                            |               |
| 25 | 3          | «За морем» «Beyond the Sea»     | Джон Кроули  | Чарли Брукер               | 15 июня 2023  |
| Два астронавта, Клифф и Дэвид, отправились на многолетнюю космическую миссию, во время которой у них есть возможность использовать свои механические копии на Земле, чтобы проводить время с семьёй. Однажды жену и детей Дэвида убивают сектанты, и он оказывается в ловушке на борту корабля. К счастью, Клифф предлагает ему подключиться к своей копии и пообщаться со своей женой Ланой и сыном Генри. В главных ролях: Аарон Пол, Джош Хартнетт, Кейт Мара, Оден Торнтон и Рори Калкин. |            |                                 |              |                            |               |
| 26 | 4          | «Мейзи Дэй» «Mazey Day»         | Ута Бризевиц | Чарли Брукер               | 15 июня 2023  |
| Бо, фотограф-папарацци, доводит известного актёра до самоубийства, продав его совместные фото с тайным любовником. Спустя некоторое время она получает шанс вновь заработать крупную сумму денег: для этого ей нужно сделать снимок актрисы Мэйзи Дэй, которая пропала без вести после побега со съёмочной площадки. В главных ролях: Зази Битц, Клара Ругор и Дэнни Рамирес. |            |                                 |              |                            |               |
| 27 | 5          | «Демон 79» «Demon 79"»          | Тоби Хейнс   | Чарли Брукер и Биша К. Али | 15 июня 2023  |
| Нида работает продавцом в обувном магазине. Из-за своей национальности она регулярно сталкивается с расовыми предрассудками со стороны начальника, коллег и обычных прохожих. В подвале магазина она обнаруживает незнакомый талисман и случайно вызывает неопытного демона по имени Гаап. Гаап сообщает Ниде, что ей нужно убить трёх человек в течение трёх дней, чтобы предотвратить ядерный апокалипсис. В главных ролях: Аньяна Васан, Паапа Эссьеду, Кэтрин Роуз Морли, Дэвид Шилдс и Шон Дули. |            |                                 |              |                            |               |

### Сезон 7 (2025)
| № общий | № в сезоне | Название                                                        | Режиссёр                  | Автор сценария                                               | Дата премьеры  |
| --- | ---------- | --------------------------------------------------------------- | ------------------------- | ------------------------------------------------------------ | -------------- |
| 28 | 1          | «Обычные люди» «Common People»                                  | Элли Панкью               | Телесценарий: Чарли Брукер Сюжет: Чарли Брукер и Биша К. Али | 10 апреля 2025 |
| Муж и жена живут обычной жизнью небогатых людей, иногда позволяя себе скромные радости. Внезапно у жены обнаруживают опухоль мозга, и после операции она остаётся в коме. Безутешный муж соглашается на экспериментальное лечение, обещающее вернуть его супругу к полноценной жизни. Цена лечения небольшая, но пациентам требуется постоянная поддержка компьютером компании, оплачиваемая каждый месяц по подписке. Через некоторое время жизнь женщины начинает меняться… В главных ролях: Рашида Джонс, Крис О’Дауд, Трейси Эллис Росс                                                        |            |                                                                 |                           |                                                              |                |
| 29 | 2          | «Чёрный зверь» «Bête Noire»                                     | Тоби Хейнс                | Чарли Брукер                                                 | 10 апреля 2025 |
| Девушка работает в пищевой компании, производящей снэки. Когда туда же приходит устраиваться на работу её одноклассница, провальное поначалу исследование новых конфет в фокус-группе превращается в успешное. Но затем начинают меняться известные названия и события прошлого, всё время слегка подставляя героиню. Окружающие каждый раз говорят, что всё в порядке, а её просто подводит память. В главных ролях: Сиена Келли, Рози Макъюэн, Майкл Уоркай, Бен Бэйли Смит, Эмбер Грэппи, Рави Ауджла, Елена Санс, Ханна Гриффитс                                                               |            |                                                                 |                           |                                                              |                |
| 30 | 3          | «Отель „Мечта“» «Hotel Reverie»                                 | Хаолу Ванг                | Чарли Брукер                                                 | 10 апреля 2025 |
| Некогда знаменитая кинокомпания погрязла в долгах. Руководительница пытается спасти положение, заменив в снятом много лет назад знаменитом фильме одного из актёров на современную звезду. К работе привлекается фирма, обещающая проделать всё за несколько часов. Однако в процессе пересъёмок всё начинает идти не по сценарию… В главных ролях: Исса Рэй, Аквафина, Эмма Коррин, Гарриет Уолтер |            |                                                                 |                           |                                                              |                |
| 31 | 4          | «Игрушка» «Plaything»                                           | Дэвид Слэйд               | Чарли Брукер                                                 | 10 апреля 2025 |
| Полиция задерживает вора после неудачной кражи в магазине и обнаруживает, что он связан с убийством, случившимся много лет назад. На допросе вор рассказывает историю своей жизни, тесно связанную с экспериментальной компьютерной игрой начала 1990-х, так и не вышедшей в продажу… В главных ролях: Питер Капальди, Льюис Гриббен, Джеймс Нельсон-Джойс, Мишель Остин, Азим Чаудхри, Уилл Поултер |            |                                                                 |                           |                                                              |                |
| 32 | 5          | «Надгробная речь» «Eulogy»                                      | Крис Барретт и Люк Тейлор | Чарли Брукер и Элла Роуд                                     | 10 апреля 2025 |
| Мужчину в возрасте просят помочь с речью для похорон его старой знакомой, с которой у него в молодости были романтические отношения. Для помощи в этом ему присылают электронного ассистента. Погружаясь в воспоминания и рассматривая немногочисленные фотографии, перенесённые в виртуальную реальность с помощью ассистента, главный герой узнаёт много нового о своей давней любви. В главных ролях: Пол Джаматти, Пэтси Ферран |            |                                                                 |                           |                                                              |                |
| 33 | 6          | «USS Каллистер: В бесконечность» «USS Callister: Into Infinity» | Тоби Хейнс                | Чарли Брукер, Биша К. Али, Уильям Бриджес и Бекка Боулинг    | 10 апреля 2025 |
| Продолжение серии 1 "USS Каллистер" из сезона 4. Команда виртуальных копий людей, вырвавшись из плена психопата на бескрайние просторы виртуальной вселенной, влачит жалкое существование. Компания-оператор игры напирает на монетизацию и команде "Каллистера" приходится грабить игроков, чтобы добывать игровую валюту. Когда набирается много жалоб на грабежи неизвестными, директор компании начинает поиски игроков, которые, как он думает, нелегально подключились к игре. В главных ролях: Кристин Милиоти, Джимми Симпсон, Билли Магнуссен, Миланка Брукс, Ози Икхиль, Пол Дж. Рэймонд |            |                                                                 |                           |                                                              |                |